# مقایسه دست‌ها در پوکر
در پوکر هر بازیکن در نهایت یک ترکیب پنج تایی از ورق‌ها را انتخاب خواهد کرد که با توجه به ارزش آن ترکیب، برنده بازی مشخص می‌شود.
این ترکیب‌ها به ترتیب از بهترین حالت به بدترین حالت به صورت زیر است:
- رویال فلاش (royal flush): این ترکیب بالاترین دست در رده‌بندی دستهای پوکر است. پنج کارت از آس تا ۱۰ با یک خال (گشنیز، خشت، دل یا پیک): A ♠K ♠Q ♠J ♠10♠
- استریت فلاش (straight flush): پنج کارت پشت سر هم با یک خال (گشنیز، خشت، دل یا پیک):  Q ♥ J♥ 10♥9 ♥8♥
- کاره (Quad یا Four of a kind): چهار عدد از یک ورق:  K ♣K ♦K ♠K ♠9♥
- فول هاس (full house): سه تا از یک ورق و دو تا از ورق دیگر (یعنی یک جفت و یک three of a kind):  8♣ 8♦ 8♠ K ♣K♠
- رنگ یا فلاش (flush): پنج ورق از یک خال بدون ترتیب پشت سر هم، مثلاً همگی از خال پیک:  K ♠J ♠8 ♠4 ♠3♠
- ردیف (straight): اِسترِیت به معنای مستقیم یا ردیف است، پنج ورق به ترتیب پشت سر هم از خالهای مختلف (حتی اگر یک خال با بقیه متفاوت باشد): *نکته: ورق آس در استریت هم می‌تواند یک و هم به عنوان بالاتر از شاه استفاده شود. 5♦ 4♥ 3♠ 2♦ A♦
- سه یا تری آو اِ کایند (three of a kind): سه عدد از یک ورق:  7♣ 7♥ 7♠ K ♦2♠
- دو جفت یا تو پِر (two pair): دو جفت از دو ورق مختلف:  A ♣A ♦8 ♥8 ♠Q♠
- یک جفت یا پِر (one pair): دو عدد از یک ورق: 9♦ 9♠ A ♣J ♠4♥
- بش (high card): پنج کارت بدون هیچگونه دسته‌بندی:  A ♦10 ♦9 ♠5 ♣4♣

## اگر چند دست در یک رده‌بندی قرار داشته باشند
علاوه بر اینکه رتبه‌بندی نوع دست‌ها برای تشخیص برنده معیار اصلی بازی می‌باشد در بعضی مواقع حالت‌هایی در دست‌ها اتفاق می‌افتد که چندین بازیکن هر یک دارای یک نوع دست هستند و تشخیص برنده وابسته به دیگر کارت‌های باقی‌مانده می‌شود که گاهی منجر به تقسیم پات می‌گردد. در هر یک از رده‌ها به صورت زیر برنده مشخصی می‌گردد:
1. پر (pair): اگر چند نفر پر باشند، پر بزرگتر برنده است. برای مثال پر ۸، پر ۶ را می‌برد. اگر دو نفر پر یک عدد باشند، کسی که برگ[های] دیگر (غیر پر) اش بزرگتر است برنده است. البته اگر جزو دو برگی که از زمین بیرون انداخته می‌شوند نباشد. (یادآوری می‌شود از ۵ برگ زمین و ۲ برگ دست هر نفر، ۵ برگ برتر انتخاب می‌شود).
2. دو پر(two pair): اگر چند نفر ۲پر باشند، برنده کسی است که پر بزرگترش (top pair) از بقیه بزرگتر باشد. برای مثال KK 55 از QQ JJ بهتر است. اگر دو نفر دو پر یکسان باشند: در این حالت مسلماً ۴ برگ از ۵ برگ انتخابی هر نفر مشخص شده است و یکسان است، پس برگ پنجم هرکس بزرگتر باشد برنده است، و اگر بزرگترین برگ، روی زمین باشد، بازی مساوی (Split) است و پولی که وسط است، بین افراد مساوی تقسیم می‌شود.
3. سه (three of a kind): اگر چند نفر سه باشند، کسی که با عدد بزرگتری سه است برنده است. برای مثال ۶ ۶ ۶، ۲ ۲ ۲ را می‌برد.
4. ردیف (straight): اگر چند نفر «ردیف» باشند، کسی که ردیفش از عدد بزرگتری شروع شود برنده است. برای مثال دست ۹ ۸ ۷ ۶ ۵، دست ۸ ۷ ۶ ۵ ۴ را می‌برد.
5. رنگ (flush): اگر چند نفر رنگ باشند، کسی که بزرگترین برگ از خال مورد نظر را دارد برنده است. برای مثال اگر زمین شامل 8♠ 4♠ 3♠ باشد، کسی که Q♠ و 2♠ دارد، کسی را که 9♠ و J♠ دارد می‌برد.
6. فول (full house): فول شامل یک پر و یک «سه» است، اگر چند نفر فول باشند، کسی که سه تاییش بزرگتر است برنده است. برای مثال J J J 3 3 از 4 4 4 A A دست بهتری است.
7. کاره (four of a kind): اگر چند نفر کاره باشند، کسی که با عدد بزرگتری کاره است برنده است. برای مثال 8888، 6666 را می‌برد.
8. استریت فلاش (straight flush): اگر چند نفر استریت فلاش باشند، کسی که استریت فلاشش با عدد بزرگتری شروع شود برنده است. برای مثال 3♠4♠5♠6♠7♠، 2♠3♠4♠5♠6♠ را می‌برد.

## قوانین کلی
از میان کل کارت‌های بازیکنان و کارت‌های مشترک (که منحصر به نوع پوکر فلاپ است) بهترین دست ۵ تایی صاحب پات می‌گردد. هر چهار مجموعه پیک، دل، خشت و خاج دارای رتبه‌های برابر هستند.